# Generalstabskarte
Als Generalstabskarten werden offizielle militärische Kartenwerke bezeichnet, die meist unter der Leitung der Generalstäbe oder der Kriegsministerien bearbeitet und herausgegeben wurden und durch ihren kleinen Maßstab (1:200.000, 1:250.000 und auch noch 1:500.000) ein größeres Gebiet pro Kartenblatt darstellen.
Heute werden diese Kartenwerke der Militärgeografie zunehmend in Kooperation mit der amtlichen Kartografie hergestellt, sodass sich die thematischen Unterschiede verwischen.
Zu den zivilen Karten ähnlichen Maßstabs siehe Generalkarte.

## Allgemeines
Die Originalaufnahmen, die typischerweise im Maßstab 1:10.000 (Messtischblätter) bis 1:50.000 erfolgten, beruhten hauptsächlich auf sorgfältiger Landesvermessung und Triangulation, und dienten den vorwiegend im Reduktionsverhältnis 1:50.000 bis 1:200.000 bearbeiteten eigentlichen Gebrauchskarten als Grundlage.
Die Generalstabskarten waren zwar in erster Linie für militärisch-operative Zwecke bestimmt, hatten aber wegen ihrer Genauigkeit auch für das gesamte Kulturleben hohe Bedeutung.
Militärisch unterscheidet man heute taktische Karten meist im Maßstab 1:50.000 bis 1:100.000 und Generalstabs- auch Operationskarten in größeren Maßstäben. Gängige Generalstabskartenwerke sind die sowjetischen Generalstabskarten 1:200.000 und deutsche Generalstabskarten 1:250.000 sowie die Tactical Pilotage Charts (TPC) 1:500.000. Die sowjetischen Generalstabskarten und die TPC mit nationalen Ergänzungsausgaben decken die Welt vollständig ab. Die deutschen Generalstabskarten 1:250.000 beziehen sich nur auf Deutschland und angrenzende Gebiete.
Zur Ermittlung von geografischen Angaben, die für die taktische und operative Befehlsgebung wichtig sind, sind diese Karten mit einem UTM-Referenzsystem versehen. Zur manuellen Ermittlung dient ein Planzeiger. Moderne elektronische Gefechtsstände verfügen über elektronisch bearbeitbare Topografische Karten, die mit militärischen Symbolen versehen zur Lagekartenführung dienen.
Zur militärischen Führung von Karten siehe Lagekarte.

## Generalstabskarte in verschiedenen Ländern

### Frankreich
Frankreich hat das erste offizielle Werk in der Art der Generalstabskarten aufzuweisen. Die 1669 bis 1718 ausgeführte große Gradmessung (Jacques Cassini) bildete die Grundlage der von Cassini de Thury und dessen Sohn Jean Dominique Comte de Cassini bearbeiteten 86.400-teiligen Karte.
Nachdem 1793 das Dépot de la guerre mit der Herstellung der topographischen Karten beauftragt worden war, wurde 1818 bis 1878 die grundlegende Karte von 1:80.000 herausgegeben. Seit der 1887 erfolgten Auflösung des Dépot de la guerre wurden alle entsprechenden offiziellen Arbeiten von dem dem Kriegsministerium unterstellten Service géographique de l’Armée ausgeführt.

### Deutschland

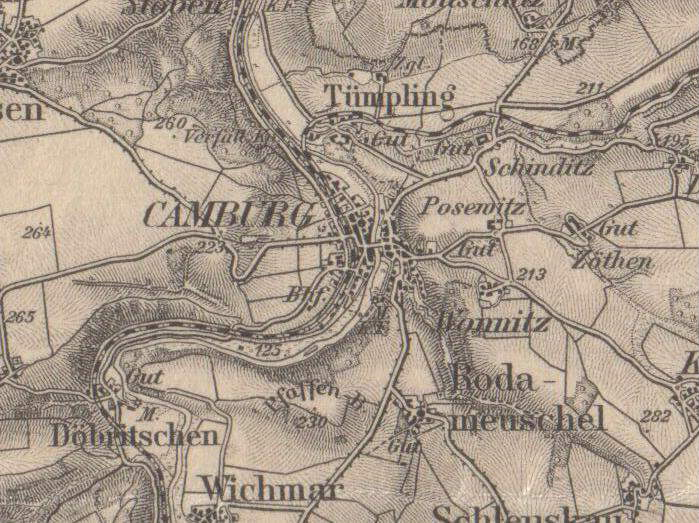
Generalstabskarte 1:100.000

In Deutschland hat die staatliche Zersplitterung der offiziellen Topographie und Kartographie ein gemeinsames Arbeiten nach einheitlichen Grundsätzen erschwert. Obgleich Friedrich der Große schon eine 1767 bis 1787 aufgenommene, 270 Blätter umfassende „Kabinettskarte“ aller preußischen Länder östlich der Weser im Maßstab von 1:50.000 besaß, erfuhr die Sache der Generalstabskarten doch erst 1816 durch den Generalstab eine ernstzunehmende Förderung.
Eine gründlichere Aufnahme des preußischen Staatsgebiets erfolgte seit 1830 (Preußische Uraufnahme), während die Triangulation und nachfolgende Neuaufnahme, auf denen die Karten Ende des 19. Jahrhunderts basierten, 1862 angeordnet wurden. 1878 kam man zwischen den Königreichen Preußen, Bayern, Sachsen und Württemberg überein, die preußische Gradabteilungskarte im Maßstab 1:100.000 auf das gesamte Deutsche Reich auszudehnen (Karte des Deutschen Reiches). Während Bayern, Sachsen und Württemberg die auf sie entfallenden Abschnitt eigenständig umarbeiteten, übernahm Preußen diese Arbeiten für den Rest des Deutschen Reiches.
Heute wird die Karte 1:100.000 als Digitale Topografische Karte 1:100 000 (DTK100) durch die Landesvermessungsämter und das Amt für Geoinformationswesen der Bundeswehr ausgegeben.

### Österreich
Nachdem 1763 eine staatliche Aufnahme der österreichischen Kronländer angeregt worden war, wurde eine systematische Katastervermessung 1816 bis 1867 ausgeführt. Ein großer Fortschritt war zu verzeichnen, als 1839 das Militärgeographische Institut in Wien gegründet worden war. 1870 wurde die einheitliche Neuaufnahme in 1:25.000 begonnen, der 1873 bis 1890 die 75.000-teilige Spezialkarte der Österreichisch-Ungarischen Monarchie folgte.
In Österreich ist heute das Institut für Militärisches Geowesen sowie das Bundesamt für Eich- und Vermessungswesen für die Ausgabe dieser Karten zuständig. Dabei werden die Karten als Österreichische Karte 1:50.000, 1:200.000 und 1:500.000 hergestellt.

### Schweiz
Die topographische Karte der Schweiz in 1:100'000 basiert auf der unter der Leitung von Dufour 1832 begonnenen Triangulation und Vermessung des Flach- und Hügellandes in 1:25'000 und der Hochgebirgsteile in 1:50'000. Die Originalaufnahmen sind im Topographischen Atlas der Schweiz niedergelegt. Die entsprechenden Arbeiten wurden vom eidgenössischen topographischen Büro in Bern durchgeführt.

### Niederlande
Die offiziellen Karten der Niederlande, insbesondere die Topographische en militaire kaart van het konigrijk der Nederlanden in 1:50.000, basieren auf der 1830 bis 1855 stattgefundenen neuen Vermessung (1:25.000) und wurden vom topographischen Institut in Den Haag ausgeführt.

### Belgien
Belgiens Generalstabskarten, insbesondere die Carte topographique de la Belgique in 1:20.000 und in 1:40.000, wurden seit 1878 vom 'Institut cartographique militaire' in Brüssel hergestellt.

### Großbritannien und Irland
Das offizielle Kartenwesen in Großbritannien und Irland wurde vom Ordnance Survey in Southampton geleitet, das früher einer besonderen Behörde, dann dem Kriegsministerium unterstellt war und seit 1870 vom Ministerium der öffentlichen Arbeiten betreut wurde. Die General Map (one inch map) im Maßstab 1:63.360 entspricht den auf dem Kontinent üblichen Generalstabskarten.

### Italien
Nach der politischen Neugestaltung Italiens wurde 1872 das Militärgeographische Institut (Istituto Geografico Militare) in Florenz gegründet und 1875 eine völlige Neuaufnahme im Maßstab 1:25.000 und 1:50.000 beschlossen. Die darauf basierende Carta del Regno d’Italia 1:100.000 war 1901 mit Ausnahme Sardiniens vollendet.

### Russland
Russland, für das schon Peter I. eine einheitliche topographische Karte anstrebte, begann 1870 eine neue Aufnahme, auf der die heute historische unter anderem dreiwerstige kriegstopographische Karte 1:126.000 und die zehnwerstige des europäischen Russland 1:420.000 basieren. Modernes Kartenwerk sind seit der Zeit der Sowjetunion die sowjetischen Generalstabskarten.

### Skandinavien
Der 1808 ins Leben gerufene dänische Generalstab hat, nachdem 1845 Generalstabskarten in 1:80.000 und 1870 in 1:40.000 angefangen waren, seit 1890 die Kaart over Danmark in 1:100.000 herausgegeben.
Norwegens Topografisk kart in 1:100.000 erschien seit 1869.
In Schweden waren 1852 die praktischen Vorarbeiten abgeschlossen worden, auf denen die Generalstabens karta öfver Sverige, Södre delen 1:100.000 und Karta öfver Norra Sverige 1:200.000 beruhen.

### Spanien und Portugal
In Spanien erschien die offizielle Karte in 1:50.000 seit 1884 in sehr langsamer Folge. In Portugal dagegen war die 1856 begonnene Carta chorographica de Portugal in 1:100.000 1901 beinahe vollendet.

### Türkei
Die türkische Generalstabskarte in 1:210.000 ist zwischen 1887 und 1899 entstanden.